# Uma Thurman
Uma Karuna Thurman (Boston, 29 de abril de 1970) é uma atriz norte-americana vencedora de um Globo de Ouro e indicada ao Oscar. Ficou famosa por fazer papéis destacados nos filmes do diretor-escritor Quentin Tarantino, como Pulp Fiction, e, na sequência de duas partes Kill Bill. Thurman também atuou em filmes elogiados pela crítica como Dangerous Liaisons e Gattaca.

## Biografia

### Família e primeiros anos
A mãe de Uma, Nena von Schlebrügge, é uma modelo de alta costura nascida no México em 1941. Seus avós maternos eram o alemão Friedrich Karl Johannes von Schlebrügge, e a sueca Birgit Holmquist. O pai de Uma, Robert Thurman, nasceu em Nova Iorque, filho da atriz Elizabeth Dean Farrar e de Beverly Reid Thurman Jr, um editor da agência Associated Press. Robert foi professor de estudos budistas indo-tibetanos e autor, e viveu como monge budista ordenado por três anos. A mãe de Uma se casou com o escritor-psicólogo Timothy Leary em 1964, e com Robert, em 1967.
O nome de Uma é derivado de Dbuma Chenpo, um nome de origem tibetana. Uma tem três irmãos, Ganden (1971), Dechen (1973) e Mipam (1978), além de uma meia-irmã, Taya (1960), do casamento anterior do seu pai. Quando eram crianças, ela e seus irmãos moraram na Índia, e o Dalai Lama visitou e abençoou sua casa. Embora tenha crescido seguindo o budismo, ela se considera agnóstica.
Uma cresceu em Nova Iorque, sendo descrita como uma jovem introvertida. Seu nome não era respeitado na escola, sendo frequentemente chamada de "Uma Karen"., e lhe diziam que ela possuía uma estranha estrutura óssea, com pés e mãos grandes e nariz comprido. Aos 10 anos de idade, uma amiga de sua mãe sugeriu que fizesse uma rinoplastia. Uma estudou na Northfield Mount Herman School, em Massachusetts, onde seu talento para atuar foi revelado durante uma encenação da peça The Crucible, no papel da protagonista Abigail. Seus professores recomendaram cursos de teatro e ela entrou na escola Professional Children's School, em Nova Iorque.

"Houve algumas coisa durante esses anos que não tornaram o fim muito doloroso, mas procurei esconder, você sabe como as pessoas tratam aqueles que mostram sua infelicidade."

* Uma Thurman sobre uma possível traição em seu casamento.

## Carreira

### Ascensão à fama (1987-1993)
Thurman começou sua carreira como modelo aos 15 anos, seu primeiro contrato foi com a agência Click Models, suas fotos eram seguidamente publicadas em uma conceituada revista americana chamada Glamour Magazine. Em 1989, Thurman foi capa da revista Rolling Stone, o que ajudou a impulsionar sua carreira.

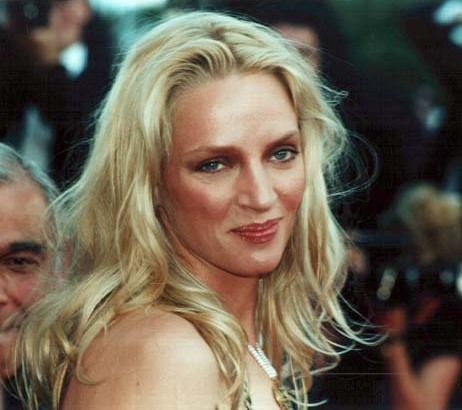
Uma Thurman em Cannes em 2000

Ela fez suas primeiras aparições no cinema em 1988, quando apareceu em quatro filmes, os dois primeiros foram Johnny Be Good (uma comédia escolar) e Kiss Daddy Goodnight (um drama familiar). Ela fez sua terceira aparição no filme The Adventures of Baron Munchausen, no qual interpretou a Deusa Vênus. Foi nesse filme que Thurman fez suas primeiras cenas de nudez durante as cenas de O Nascimento de Vênus. Apesar do grande investimento em produção e divulgação, o filme foi um fracasso comercial. Ainda naquele ano, conseguiu um papel em Dangerous Liaisons, que ao contrário do filme anterior, teve boa recepção. A atriz foi elogiada por sua co-estrela do filme, John Malkovich, que disse a mídia:
| “ | Sua inteligência e sua pose a destacaram. Mas há outra coisa, ela parece ser bem mais do que um pouco mal assombrada. | ” |

Em 1990, Thurman protagonizou o drama sexual Henry and June, ao lado do ator Fred Ward. O filme recebeu boas críticas, o jornal americano The New York Times escreveu: "Thurman tem uma vida mais importante que a do personagem, embora as vezes seja curioso o jeito com que ela comande seus personagens". Em 1993, Thurman estrelou o filme Even Cowgirls Get the Blues, que foi um fracasso de público e crítica, e ela foi indicada ao prêmio Framboesa de Ouro. Ainda em 1993, ela protagonizou o filme Mad Dog and Glory, ao lado de Robert De Niro, e ainda fez testes para uma produção de Stanley Kubrick, que se chamaria Wartime Lies, mas o projeto nunca foi completado. Thurman descreveu sua experiência com Kubrick como sendo "realmente ruim".

### Sucesso (1994-2002)

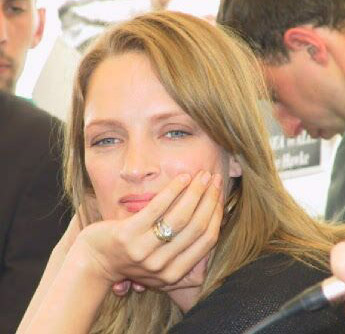
Thurman no Cannes Première, em 2001

Após Mad Dog and Glory, Thurman foi escolhida por Quentin Tarantino para protagonizar Pulp Fiction, que se tornou um dos filmes de maior repercussão em 1994, recebendo ampla aclamação. Thurman interpretou Mia Wallace, a esposa de um mafioso de Los Angeles. Várias atrizes foram consideradas para o papel, mas Tarantino escolheu Thurman após seu primeiro encontro. Ela foi indicada ao Oscar de melhor atriz coadjuvante, e se consolidou como uma das atrizes mais populares de Hollywood. Em 1995, a  revista Empire a incluiu entre "As 100 Estrelas Mais Sexy da História do Cinema".
Em 1996, Thurman protagonizou ao lado de Janeane Garofalo em The Truth About Cats & Dogs que recebeu boas críticas. Em 1997, Thurman atuou ao lado de Ethan Hawke em Gattaca, um filme de ficção científica que recebeu elogios, embora tenha sido um fracasso de bilheteria, se tornando popular em home video. No mesmo ano, Thurman interpretou a Hera Venenosa em Batman & Robin, o quarto filme da série de Batman. Sua atuação recebeu críticas mistas; alguns críticos a compararam com a atriz Mae West, o The New York Times disse que ela combina a feminilidade com traços de drag queen. Uma crítica semelhante ocorreu no Houston Chronicle, que disse que Thurman usa a imagem da personagem Jessica Rabbit para se igualar a Mae West. Em 1998, Thurman participou do fracassado Os Vingadores (1998), com a CNN descrevendo sua atuação como "distante do personagem, como se vista com a ponta errada do telescópio". Thurman fechou o ano assumindo como Fantine em Os Miseráveis, uma adaptação cinematográfica do clássico literário.
Em 1999, ela interpretou uma socialite na comédia dramática de Woody Allen, Sweet and Lowdown. Após o nascimento de sua filha, Thurman pausou temporariamente suas atuações em papéis de destaque para se concentrar em sua maternidade. Ela se dedicou a participações menores em filmes e séries de TV que não demandavam longas jornadas de trabalho.
Em 2000, Thurman narrou uma peça teatral Book of the Dead, no teatro público de Nova Iorque. Thurman venceu um Globo de Ouro por Hysterical Blindness, um filme onde ela também esteve como produtora executiva. Nessa época, ela recusou o papel de Éowyn na trilogia de filmes O Senhor dos Anéis, decisão que ela mais tarde considera uma das piores de sua carreira.

Em 2001, atuou no drama Tape, como a ex-namorada de um traficante de drogas e bombeiro voluntário (Ethan Hawke). Ela foi indicada ao Independent Spirit Award de Melhor Mulher Coadjuvante por seu papel. No mesmo ano, Hawke a dirigiu em Chelsea Walls, um drama que se passa em um único dia na famosa casa boêmia de Nova York, Chelsea Hotel. Em 2002, Thurman ganhou um Globo de Ouro por sua atuação no filme da HBO Hysterical Blindness, onde também foi uma das produtoras executivas. 

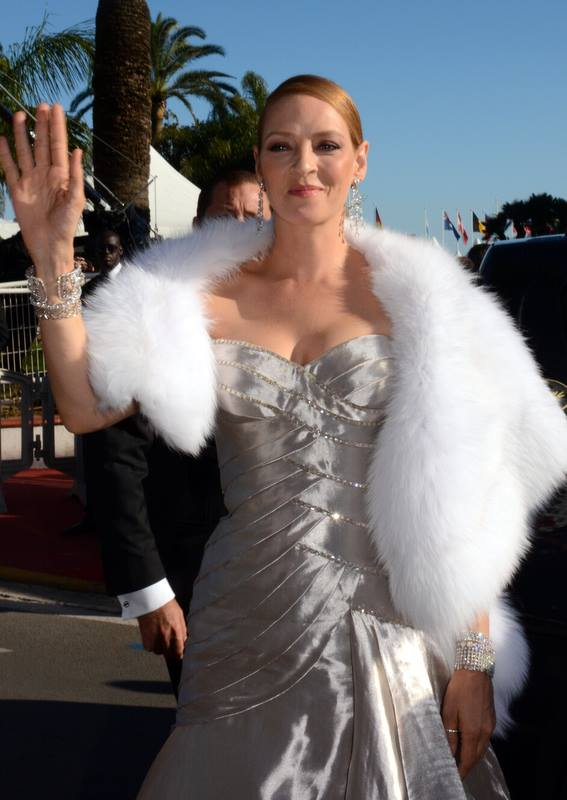
Uma Thurman em Cannes (2013)

### Novo auge e Consolidação (2003-2024)
Em 2003, Thurman voltou a trabalhar com Quentin Tarantino no filme Kill Bill. Ela interpretou a assassina Beatrix Kiddo, que buscava vingança contra um grupo de assassinos que tentaram matá-la em uma igreja. Tarantino diz ter escrito o personagem especialmente para ela. A produção do filme foi atrasada devido à nova gravidez de Thurman, resultando em nove meses de gravações em 5 países diferentes. Durante três meses, Thurman treinou artes marciais, escrima (não confundir com esgrima) e língua japonesa. O filme, dividido em duas partes, tornou-se um fenômeno de bilheteria e um sucesso de crítica, Thurman foi indicada para vários prêmios, como Globo de Ouro e o MTV Movie Awards.
Em 2005, Thurman já se consolidava como uma das atrizes mais bem pagas de Hollywood, com um salário de aproximadamente 12,5 milhões de dólares por filme. Seu primeiro filme no ano foi Be Cool, reunindo Thurman e John Travolta mais uma vez. Ainda em 2005 ela estrelou o filme Terapia do Amor, ao lado de Meryl Streep. O último trabalho de Thurman no ano foi The Producers, uma regravação do filme de mesmo nome lançado em 1968. Nesse filme, Thurman também usou a voz, contrariando a intenção dos produtores de dublá-la.
Em 2006, Thurman fez uma breve participação no romance The Swarm. Ainda nesse ano, Thurman estrelou o filme My Super Ex-Girlfriend, ao lado de Luke Wilson. Thurman recebeu 14 milhões de dólares pelo filme, que não foi bem recebido, mas ela foi premiada com um MTV Movie Awards. Em 2007, protagonizou o drama The Life Before Her Eyes, onde interpretou uma sobrevivente de um acidente cujos traumas a levaram a uma vida em desordem. O filme teve um lançamento teatral limitado e foi amplamente criticado como um melodrama confuso e dolorosamente exagerado. Em 2008, Thurman estrelou ao lado de Colin Firth e Jeffrey Dean Morgan no filme de comédia romântica The Accidental Husband. Em 2009, ela estrelou a comédia Motherhood, interpretando uma mãe de Nova York cujos dilemas de casamento, trabalho e vida são explorados em um dia atribulado. Em 2010, Thurman atuou no filme de fantasia Percy Jackson & the Olympians: The Lightning Thief, como Medusa, a górgona amaldiçoada por Atena.
Em 2012, Thurman fez sua estreia na televisão  ao integrar o elenco da primeira temporada da série musical dramática Smash, interpretando Rebecca Duvall, uma atriz de Hollywood que quer estrelar um novo musical da Broadway, apesar de ter habilidade musical limitada. Seu desempenho foi aclamado pela crítica, e ela ganhou uma indicação ao Primetime Emmy Award de Melhor Atriz Convidada em Série Dramática.
Em 2020, Thurman atuou ao lado de Robert De Niro, na comédia The War with Grandpa, que, apesar das críticas negativas, arrecadou US$ 40 milhões em todo o mundo, considerado um sucesso moderado em meio à pandemia de COVID-19.

## Vida pessoal
Durante as gravações de Ligações Perigosas, ela iniciou um relacionamento com o diretor Phil Joanou. Nos estúdios de Stage of Grace, ela conheceu o ator Gary Oldman, e eles se casaram em 1990, mas se divorciaram em 1992. Em 1º de maio de 1998, ela casou-se com o ator Ethan Hawke, que ela conheceu nas gravações de Gattaca. Mais tarde, Thurman admitiu que o casamento ocorreu após sua gravidez de sete meses antes da cerimônia, eles tiveram dois filhos, Maya Ray Thurman-Hawke (1998) e Levon Roan Thurman-Hawke (2002). Em 2003, Uma e Ethan se separaram, o divórcio ocorreu no ano seguinte. Em 15 de julho de 2012, Thurman deu à luz sua terceira filha, Rosalind Arusha Arkadina Altalune Florence Thurman-Busson, fruto de seu relacionamento com Arpad Busson. De 2004 a 2007, Thurman manteve um relacionamento com o hoteleiro André Balazs. Thurman começou um relacionamento com o investidor financeiro francês Arpad Busson, em 2007, e eles anunciaram o noivado em junho de 2008. No final de 2009, eles cancelaram o noivado, mas se reconciliaram logo depois. Thurman e Busson têm uma filha juntos, Rosalind Arusha Arkadina Altalune Florence Thurman-Busson, nascida em 2012. Em abril de 2014, Thurman, com 43 anos, anulou o casamento com Arpad Busson, que tinha 51. De acordo com o jornal britânico Daily Mail, a distância foi o motivo da separação.
Thurman foi alvo de um perseguidor, Jack Jordan, de 2004 a 2011. Ele foi preso em outubro de 2007, e após um julgamento no qual Thurman testemunhou, ele foi condenado por perseguição e assédio. Condenado a três anos de liberdade condicional, Jordan foi preso novamente em 2010, depois de violar uma ordem de restrição ao tentar contatá-la. Ele se confessou culpado em novembro de 2011, depois de passar 11 meses na prisão, foi libertado.
Em 2017, durante as alegações de abuso sexual de Harvey Weinstein, Thurman se juntou ao movimento Me Too através de uma postagem no Instagram, confirmando que havia sofrido assédio sexual e expressando repulsa por Harvey Weinstein. Em uma entrevista de 2018 ao The New York Times, ela revelou que Weinstein a havia agredido sexualmente em 1994, no Savoy Hotel em Londres. Ela também revelou que foi abusada sexualmente aos 16 anos por um ator quase 20 anos mais velho que ela.

## Ativismo e Politica
Thurman faz parte do Partido Democrata e já contribuiu com as campanhas de John Kerry e Hillary Clinton. Ela também apoia as leis do controle civil de armas e, em 2000, participou da campanha "End Gun Violence Now", promovida pela revista Marie Claire. Thurman também participou da "March for Women’s Lives" defendendo a legalização do aborto. Thurman também faz parte da organização de caridade Room to Grow, que oferece apoio a famílias e crianças em situação de pobreza. Em 2007, participou da "Nobel Peace Prize Concert" na Noruega. Em 2011, participou da campanha de Direitos Humanos em prol dos direitos civis LGBT, declarando: "Estamos lutando pelo direito de assumir um compromisso vitalício com quem você ama". Em 2015, Thurman participou do "Projeto de Resgate de Rinocerontes" e viajou para a África Austral para ajudar na realocação de rinocerontes negros ameaçados.
Thurman criticou o Texas Heartbeat Act, uma proibição do aborto que entrou em vigor em setembro de 2021. Ela chamou a lei de uma "crise de direitos humanos para as mulheres nos Estados Unidos" e revelou ter realizado um aborto na adolescência, depois de ter sido "acidentalmente engravidada por um homem muito mais velho." Ela descreveu seu aborto como “a decisão mais difícil da minha vida”, mas afirmou que “me permitiu crescer e me tornar a mãe que eu queria e precisava ser”.

## Legado e Impacto
O famoso vestido lavanda da Prada que Thurman usou no 67º Oscar, em 27 de março de 1995, foi admirado pela mídia. A Stylecaster.com afirmou que "Thurman tornou-se conhecida por seu excelente senso de moda, e Prada recebeu um grande impulso com o reconhecimento global instantâneo." Da mesma forma, seu vestido carmesim Alberta Ferretti, usado no 72º Oscar, em 26 de março de 2000, permanece entre os mais notáveis na história da cerimônia, com o The Daily Telegraph colocando-o como o "20º melhor vestido no tapete vermelho de todos os tempos".
Em 7 de fevereiro de 2006, Thurman foi condecorada com o título de cavaleira da Ordem das Artes e das Letras da França, em reconhecimento a suas realizações notáveis nas artes e na literatura, além de sua influência como atriz.
A banda de rock estadunidense Fall Out Boy lançou uma música intitulada "Uma Thurman" em 2015, celebrando a atriz e seus papéis em Pulp Fiction e Kill Bill. Ela deu permissão à banda para usar seu nome, e durante uma entrevista ao Today Show, afirmou: "É muito educado e gentil da parte deles. Tão doce".
Thurman ficou em #99 na lista das "100 Maiores Estrelas de Cinema de Todos os Tempos" da revista Empire, em 1997. Também ficou em 34º, 21º e 30º lugar nas listas Maxim Hot 100 em 2004, 2005 e 2006, respectivamente. Ficou em 67ª posição na lista das "100 Mulheres Mais Sexys do Mundo" pela revista FHM em 2005, e na 59ª posição em 2006. Em 2013, Thurman foi eleita uma das "100 Mulheres Mais Gostosas do Século 21" pela revista GQ.
Em 2020, os cientistas nomearam uma nova espécie de lagarto de dedos franjados do sudoeste do Arizona como "Uma thurmanae", em homenagem a atriz.

## Filmografia

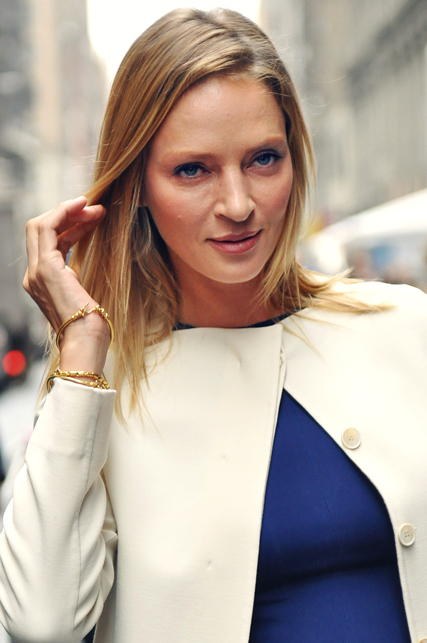
Uma Thurman em 2011

### Filmes
| Ano  | Filme                              | Papel                            |
| ---- | ---------------------------------- | -------------------------------- |
| 1987 | Kiss Daddy Goodnight               | Laura                            |
| 1988 | Johnny Be Good                     | Georgia Elkans                   |
| 1988 | Dangerous Liaisons                 | Cécile de Volanges               |
| 1988 | The Adventures of Baron Munchausen | Venus / Rose                     |
| 1990 | Henry and June                     | June Miller                      |
| 1990 | Where the Heart Is                 | Daphne McBain                    |
| 1991 | Robin Hood                         | Maid Marian                      |
| 1992 | Final Analysis                     | Diana Baylor                     |
| 1992 | Jennifer 8                         | Helena Robertson                 |
| 1993 | Mad Dog and Glory                  | Glory                            |
| 1993 | Even Cowgirls Get the Blues        | Sissy Hankshaw                   |
| 1994 | Pulp Fiction                       | Mia Wallace                      |
| 1995 | A Month by the Lake                | Miss Beaumont                    |
| 1996 | The Truth About Cats & Dogs        | Noelle                           |
| 1996 | Beautiful Girls                    | Andera                           |
| 1997 | Gattaca                            | Irene Cassini                    |
| 1997 | Batman & Robin                     | Dr. Pamela Isley / Hera Venenosa |
| 1998 | Les misérables                     | Fantine                          |
| 1998 | The Avengers                       | Emma Peel                        |
| 1999 | Sweet and Lowdown                  | Blanche                          |
| 2000 | Vatel                              | Anne de Montausier               |
| 2000 | The Golden Bowl                    | Charlotte Stant                  |
| 2001 | Tape                               | Amy Randall                      |
| 2001 | Chelsea Walls                      | Grace                            |
| 2003 | Paycheck                           | Dr. Rachel Porter                |
| 2003 | Kill Bill: Volume 1                | Beatrix Kiddo                    |
| 2004 | Kill Bill: Volume 2                | Beatrix Kiddo                    |
| 2005 | The Naked Brothers Band            | Ela mesma                        |
| 2005 | Be Cool                            | Edie Athens                      |
| 2005 | Kaze no tani no Naushika           | Kushana (Voz)                    |
| 2005 | Prime                              | Rafi Gardet                      |
| 2005 | The Producers                      | Ulla                             |
| 2006 | My Super Ex-Girlfriend             | Jenny Johnson / G-Girl           |
| 2007 | The Life Before Her Eyes           | Diana                            |
| 2008 | The Accidental Husband             | Emma Lloyd                       |
| 2009 | Uma Mãe em Apuros                  | Eliza Welsh                      |
| 2010 | Ceremony                           | Zoe                              |
| 2010 | Percy Jackson e O Ladrão de Raios  | Medusa                           |
| 2012 | Bel Ami                            | Madeleine Forestier              |
| 2012 | Playing for Keeps                  | Patti King                       |
| 2013 | Movie 43                           | Lois Lane                        |
| 2013 | Nymphomaniac                       | Sra. H                           |
| 2015 | Burnt                              | Simone                           |
| 2018 | The Con is On                      | Harriet Fox                      |
| 2018 | The House That Jack Built          | Lady 1                           |
| 2018 | Down a Dark Hall                   | Madame Simone Duret              |
| 2020 | The War with Grandpa               | Sally                            |
| 2022 | Hollywood Stargirl                 | Roxanne Martel                   |
| 2023 | Red, White & Royal Blue            | Presidente Ellen Claremont       |
| 2023 | The Kill Room                      | Patricia                         |
| 2024 | Oh, Canada                         | Emma                             |
| 2025 | The Old Guard 2                    |                                  |

### Televisão
| Ano       | Título                                | Papel              | Notas                                 |
| --------- | ------------------------------------- | ------------------ | ------------------------------------- |
| 2000      | Great Books                           | Narradora          | Episódio: "Les Miserables"            |
| 2002      | Hysterical Blindness                  | Debby Miller       | Filme televisivo; Produtora Executiva |
| 2008      | My Zinc Bed                           | Elsa Quinn         | Telefilme                             |
| 2008      | A Muppets Christmas: Letters to Santa | Joy                | Telefilme                             |
| 2012      | Smash                                 | Rebecca Duvall     | 5 episódios                           |
| 2014      | American Dad!                         | Gwen Ling (voz)    | Episódio: Now and Gwen"               |
| 2015      | The Slap                              | Anouk Latham       | 6 episódios                           |
| 2017-2018 | Imposters                             | Lenny Cohen        | 4 episódios                           |
| 2019      | Chambers                              | Nancy Lefevre      | Elenco principal                      |
| 2021      | The Age of Nature                     | Narradora          | Documentário da PBS                   |
| 2022      | Suspicion                             | Katherine Newman   | Elenco principal                      |
| 2022      | Super Pumped                          | Arianna Huffington | Elenco principal                      |

## Prêmios e indicações
| Ano                              | Categoria                                                                 | Trabalho               | Resultado |
| Oscar                            | Oscar                                                                     | Oscar                  | Oscar     |
| -------------------------------- | ------------------------------------------------------------------------- | ---------------------- | --------- |
| 1995                             | Melhor atriz coadjuvante                                                  | Pulp Fiction           | Indicado  |
| Saturn Awards                    |                                                                           |                        |           |
| 2004                             | Melhor atriz                                                              | Kill Bill: Volume 1    | Venceu    |
| 2005                             | Melhor atriz                                                              | Kill Bill: Volume 2    | Indicado  |
| BAFTA Awards                     |                                                                           |                        |           |
| 1995                             | Melhor atriz                                                              | Pulp Fiction           | Indicado  |
| 2004                             | Melhor performance de uma atriz em um papel de protagonista               | Kill Bill: Volume 1    | Indicado  |
| Blockbuster Entertainment Award  |                                                                           |                        |           |
| 1998                             | Atriz favorita - Sci-Fi                                                   | Batman & Robin         | Venceu    |
| Critics' Choice Award            |                                                                           |                        |           |
| 2005                             | Melhor atriz                                                              | Kill Bill: Volume 2    | Indicado  |
| Chlotrudis Award                 |                                                                           |                        |           |
| 1995                             | Melhor atriz coadjuvante                                                  | Pulp Fiction           | Indicado  |
| Cognac Festival du Film Policier |                                                                           |                        |           |
| 1995                             | Melhor atriz coadjuvante                                                  | Pulp Fiction           | Indicado  |
| Emmy Award                       |                                                                           |                        |           |
| 2012                             | Melhor atriz convidada em série dramática                                 | Smash                  |           |
| Empire Award                     |                                                                           |                        |           |
| 2004                             | Melhor atriz                                                              | Kill Bill: Volume 1    | Venceu    |
| 2005                             | Melhor atriz                                                              | Kill Bill: Volume 2    | Indicado  |
| Golden Globe                     |                                                                           |                        |           |
| 1995                             | Melhor performance de uma atriz em um papel coadjuvante em um filme       | Pulp Fiction           | Indicado  |
| 2002                             | Melhor performance de uma atriz em uma Mine-série ou filme para televisão | Hysterical Blindness   | Venceu    |
| 2004                             | Melhor performance de uma atriz em um filme - Drama                       | Kill Bill: Volume 1    | Indicado  |
| 2005                             | Melhor performance de uma atriz em um filme - Drama                       | Kill Bill: Volume 2    | Indicado  |
| Gotham Awards                    |                                                                           |                        |           |
| 2001                             | Melhor atriz                                                              | Hysterical Blindness   | Venceu    |
| Independent Spirit Awards        |                                                                           |                        |           |
| 2002                             | Melhor atriz coadjuvante                                                  | Tape                   | Indicado  |
| Audience Award                   |                                                                           |                        |           |
| 2004                             | Melhor atriz internacional                                                | Kill Bill: Volume 2    | Indicado  |
| Blimp Award                      |                                                                           |                        |           |
| 1998                             | Atriz de filmes favorita                                                  | Batman & Robin         | Indicado  |
| MTV Movie Awards                 |                                                                           |                        |           |
| 1995                             | Melhor sequência de dança (com John Travolta)                             | Pulp Fiction           | Venceu    |
| 2004                             | Melhor Atriz e Melhor luta (com Chiaki Kuryiama)                          | Kill Bill: Volume 1    | Venceu    |
| 2005                             | Melhor luta (com Daryl Hannah)                                            | Kill Bill: Volume 2    | Venceu    |
| 2007                             | Melhor luta                                                               | My Super Ex-Girlfriend | Indicado  |